# Quietdrive
Quietdrive — альтернативная рок-группа из Миннеаполиса, штат Миннесота, образованная в 2002 году. Quietdrive выпустили свой дебютный альбом «When All That’s Left Is You» 30 мая 2006 года на лейбле Epic Records. В апреле 2008 года Quietdrive расторгли контракт с Epic Records и выпустили свой новый альбом «Deliverance» 14 октября 2008 года на Militia Group. В 2009 году они расторгли контракт с Militia Group и выпустила свой независимый EP под названием «Close Your Eyes» на их собственном лейбле «Sneaker 2 Bombs Records». Их третий студийный альбом под названием «Quietdrive», вышел 14 декабря 2010 года.

## История группы
Изначально группа состояла из трёх человек, где Droo Hastings был вокалистом и бас-гитаристом, Brandon Lanier играл на ударных и Justin Bonhiver на гитаре. Затем, группа разместила объявление о поиске вокалиста на сайте MP3.com. Kevin Truckenmiller присоединился к группе после того, как предоставил свои сольные работы для прослушивания, включая первоначальную версию песни I Go Both Ways. После этого Matt Kirby начал посещать Колледж Святого Бенедикта вместе с Truckenmiller`ом. В конечном итоге группа сформировалась в 2002 году под названием «Sneaker 2 Bombs» как хард-рок-группа, отражающая стиль местной музыкальной сцены Миннеаполиса.
Quietdrive изначально выступала в молодёжном центре The Garage в Burnsville, Миннесота. Группа хотела выступать в больших концертных залах в Миннеаполисе, но в итоге остановилась на выборе пригородных и городских клубов для лучшей взаимосвязи с фанатами во время выступления. Через некоторое время A&R-менеджеры из Epic Records (дочерний лейбл Sony BMG) связались с группой в июне 2004 года. В декабре того же года участники группы подписали контракт со звукозаписывающей компанией Epic Records.
When All That’s Left Is You был первым альбомом Quietdrive, спродюсированным и сведенным Mark`ом Kirkwold`ом и James`om Harley Он был выпущен в мае 2006 года. Их первый сингл «Rise from the Ashes» был включен в саундтрек к компьютерной игре NHL 07. В 2006 году группа выпустила кавер-версию на песню Cyndi Lauper под названием «Time After Time». Эта песня стала хитом на радио и заняла 23-ю позицию в хит-параде American Top 40. Она была также включена в саундтрек к фильму «Сдохни, Джон Такер!» в 2006 году.
В 2007 году группа отправилась в тур по США, а также удостоилась звания «Группа месяца» по версии Xbox Live. Вскоре Quietdrive совместно с продюсерами Kirkwold`ом and Harley выпустили новый сингл под названием «Pretend», который был доступен для скачивания на сайте.
Quietdrive выпустили свой второй студийный альбом Deliverance 14 октября 2008 года и отправилась в тур в поддержку этого альбома по США, Великобритании и Японии.
13 октября 2009 года Quietdrive выпустили свой EP-альбом «Close Your Eyes» на независимом собственном лейбле. Первым синглом стала песня «Jessica». Robby Starbuck выступил продюсером клипа на эту песню, премьера которого состоялась 15 декабря 2009 года состоялась на сайте buzznet.com. Почти сразу же после выхода Close Your Eyes Matt Kirby покинул группу. Летом 2010 года во время тура в поддержку Close Your Eyes басист Droo Hastings также покинул Quietdrive.
Группа выпустила их третий студийный альбом под названием «Quietdrive» 14 декабря 2010 года.

## Участники группы
- Kevin Truckenmiller: Вокал/Акустическая гитара/Скрипка Бас-гитара (2002–настоящее время)
- Justin Bonhiver: Гитара (2002–настоящее время)
- Brandon Lanier: Ударные (2002–настоящее время)
- Will Caesar: Гитара/Вокал (2010–настоящее время)
- Brice Niehaus: Бас-гитара (2010–настоящее время)

## Бывшие участники
- Matt Kirby: Гитара/Вокал (2002—2009), Менеджер (2009–настоящее время)
- Droo Hastings: Бас-гитара (2002—2010)

## Дискография

### Альбомы/EP
| Дата выхода       | Название                    | Лейбл                    | US Billboard Peak                    |
| ----------------- | --------------------------- | ------------------------ | ------------------------------------ |
| 2002              | Demo                        | Self Released            |                                      |
| 30 Ноября, 2003   | Leaving Dramatics EP        | Self Released            |                                      |
| 4 Августа, 2004   | Quietdrive EP               | Epic Records             |                                      |
| 27 Сентября, 2005 | Fall from the Ceiling EP    | Epic Records             |                                      |
| 27 Марта, 2006    | Rise from the Ashes EP      | Epic Records             |                                      |
| 30 Мая, 2006      | When All That's Left Is You | Epic Records             | 29 позиция                           |
| 14 Октября, 2008  | Deliverance                 | The Militia Group        | Лучшая молодая альтернативная группа |
| 13 Октября, 2009  | Close Your Eyes EP          | Independent              |                                      |
| 14 Декабря, 2010  | Quietdrive                  | Independent record label |                                      |

### Синглы
| Год  | Название              | Позиция в чартах | Позиция в чартах | Позиция в чартах | Позиция в чартах | Позиция в чартах          | Альбом                      |
| Год  | Название              | US Hot 100       | US Pop 100       | US Digital Songs | American Top 40  | New Zealand RIANZ Singles | Альбом                      |
| ---- | --------------------- | ---------------- | ---------------- | ---------------- | ---------------- | ------------------------- | --------------------------- |
| 2006 | «Rise from the Ashes» |                  |                  |                  |                  |                           | When All That's Left Is You |
| 2007 | «Time After Time»     | 102              | 57               | 73               | 25               | 35                        | When All That's Left Is You |
| 2008 | «Deliverance»         |                  |                  |                  |                  |                           | Deliverance                 |
| 2009 | «Jessica»             |                  |                  |                  |                  |                           | Close Your Eyes EP          |
| 2010 | «Way Out»             |                  |                  |                  |                  |                           | Quietdrive                  |

### Музыкальные клипы
- «Rise from the Ashes» (2006), с альбома When All That's Left Is You
- «Jessica», (2009), с альбома Close Your Eyes EP
- «Way Out» (2010), с альбома Quietdrive

### Другое
- Песня «Rise From The Ashes» входит в саундтрек к игре EA Sports NHL 07.
- Песня Time After Time является саундтреком к фильмам Сдохни, Джон Такер! (2006), Выпускной (2008)
- Песни «Kissing your Lips», «Deliverance», и «Hollywood» входят в саундтрек в игре STOKED(2009) на XBOX360